# Анкарський україно-турецький договір
Анкарський україно-турецький договір — договір між УСРР і Туреччиною про дружбу і братерство, укладений 2 січня 1922 в Анкарі. Від імені УСРР договір підписав Михайло Фрунзе, що очолював Надзвичайну місію УСРР у Туреччині.
Як і Московський договір від 16 березня 1921 між РСФРР і Туреччиною, проголошував взаємне дипломатичне визнання обох сторін, зазначав існуючу між ними солідарність у боротьбі проти імперіалізму та бажання встановити найкращі відносини. Передбачав розвиток торгово-економічних та культурних взаємин, укладення консульської та поштово-телеграфної конвенцій тощо.